# Marco Antonio González
Marco Antonio González Junquera (né le 9 juillet 1966 à Barcelone) est un joueur de water-polo espagnol, vice-champion olympique en 1992 dans sa ville natale.
- CIO
- Olympedia
- World Aquatics

.